# 新屯神社
新屯神社是由满洲国要人张焕相在自己的家乡抚顺县新屯（今中华人民共和国辽宁省抚顺市东洲区新屯街道）南山:594设立的神社。主祭神为神武天皇。一说此神社合祀后金大汗努尔哈赤。:218,219
该神社设立于1938年7月1日，耗资4500满洲国圆:594。神社有神殿和鸟居，社殿位于丘陵（南山）的顶端，面南:656,657。1941年时信奉者约30人。:305